# Jasenice (Bośnia i Hercegowina)
Jasenice (cyr. Јасенице) – wieś w Bośni i Hercegowinie, w Republice Serbskiej, w gminie Rogatica. W 2013 roku liczyła 6 mieszkańców.